# Holden HX
Der PKW Holden HX wurde in den Jahren 1976 und 1977 von der australischen GM-Division Holden gefertigt. Es gab ihn als
- Modell Belmont,
- Modell Kingswood,
- Modell Premier,
- Modell Statesman,
- Modell LE Coupé / GTS 4-door
- Modell Panel Van und
- Modell Utility.